# Karl Bergquist
Karl Hjalmar Bergquist, född 31 mars 1894 i Jakobs församling, Stockholm, död 30 september 1972 i Lidingö, var en svensk målare.
Han var son till apotekaren Edvard Petter Bergquist och Ida Helena Charlotta Petersson och gift med Eva Scheutz. Bergquist studerade vid Althins, Wilhelmsons och Berggrens målarskolor i Stockholm samt under studieresor till Paris. Han medverkade med en landskapsmålning på Parissalongen 1920 och ställde ut separat första gången hösten 1931 med ett 50-tal akvareller med motiv från Medelhavsländerna på Gummesons konsthall. Hans konst består av landskap och gatumotiv från Orienten och Paris.